# Линн, Джиллиан
Дама Джиллиан Барбара Линн, (урожденная Пирк; 20 февраля 1926 — 1 июля 2018) — английская балерина, танцовщица, хореограф, актриса и театральный постановщик. Известна как выдающийся хореограф в двух самых продолжительных шоу в истории Бродвея — «Кошки» и «Призрак Оперы». В возрасте 87 лет она была удостоена звания DBE (Дама-командор Ордена Британской империи).
Театр New London Theater, где состоялась постановка West End о «Кошках», был официально переименован в Театр Джиллиан Линн в 2018 году. Это сделало Линн первой женщиной, не принадлежащей к королевской семье, в честь которой был назван театр Вест-Энда.

## Биография
Джиллиан Барбара Пирк родилась в Бромли, графство Кент. С раннего возраста проявляла талант к танцам вместе со своей подругой детства Берил Грей. Ещё будучи ученицей школы, Джиллиан танцевала, чтобы отвлечься от гибели матери, произошедшей 8 июля в 1939 году в Конвентри в результате автомобильной аварии, когда Линн было всего 13 лет.
Талант Линн обнаружил врач. Она плохо училась в школе, поэтому мать отвела её к врачу и рассказала о её беспокойном поведении и отсутствии внимания. Выслушав все, что говорила её мать, доктор сказал Линн, что ему нужно на минутку поговорить с её матерью наедине. Он включил радио и вышел. Затем он призвал её мать посмотреть на Линн, которая танцевала под радио. Врач отметил, что она танцовщица, и посоветовал матери Линн отвести её в танцевальную школу.

### Танцевальная карьера

#### Балет Сэдлера Уэллса
Танцуя для труппы Молли Лейк в Народном дворце, Линн была замечена Нинетт де Валуа, после чего та предложила девушке присоединиться к балету Sadler’s Wells Ballet. С открытием Королевского оперного театра после Второй Мировой Войны Линн сыграла свое первое крупное соло в « Спящей красавице» в ночь на её 20-летие.

#### Вест-Энд, кино и телевидение
Покинув балет Sadler’s Wells Ballet в 1951 году, она сразу же добилась успеха в Лондонском Палладиуме в качестве танцовщицы, а затем в Вест-Энде исполнила роль Клодин в балете «Can Can» в театре «Coliseum». Позднее она также появилась в фильме «Хозяин Баллантрэ» в роли Мариан, в котором её снял с Эрролом Флинном режиссёр Уильям Кейли . Она также появлялась как танцовщица и актриса на британском телевидении.

### Хореография и режиссура
За свою долгую карьеру хореографа и режиссёра Линн работала во многих постановках, в том числе в Королевском оперном театре, Королевской шекспировской труппе и Английской национальной опере, а также во многих шоу Вест-Энда и Бродвея. В 1970 году она выступила в роле хореографа в мюзикле «Любовь на пособие по безработице» в театре Ноттингема. Наибольшую известность Линн принесла работа над мюзиклами Эндрю Ллойда Уэббера «Кошки» (1981), «Призрак оперы» (1986) и «Аспекты любви» (1990).
Она также была успешным хореографом и режиссёром на телевидении, особенно в сериале «Маппет-шоу». В 1987 году получила премию BAFTA Huw Wheldon Award за режиссуру и хореографию «Простого человека» с Мойрой Ширер. Она стала автором постановки «Тайный сад» Королевской шекспировской труппы, которая шла в Стратфорде в 2000 году, а затем переехала в Вест-Энд, где с февраля по июнь 2001 года работала в Театре Олдвича.
В 2002 году Линн стала хореографом мюзикла «Chitty Chitty Bang Bang» братьев Шерман (по мотивам фильма 1968 года). Он состоялся в Лондоне, а затем на Бродвее в 2005 году, оба раза успешно. Линн стала хореографом 90-минутной постановки в Лас-Вегасе «Призрак оперы», которая состоялась летом 2006 года, а также стала автором постановки «Я хочу научить мир петь!». Гала-концерт состоялся в Театре Её Величества и музыкальная постановка «Воображаемого инвалида» для труппы театра Шекспира в Вашингтоне, округ Колумбия, в 2008 году. В сентябре 2009 года она появилась в Нью-Йорке на церемонии вручения «Призрака оперы» в театре Маджестик.
В октябре 2011 года Линн поставила хореографию к 25-летию спектакля «Призрак оперы» в Королевском Альберт-Холле. Она была и хореографом, и режиссёром мюзикла «Дорогой мир», который разыграл помолвку в театре Чаринг-Кросс в Лондоне в феврале и марте 2013 года, и в нём сыграла Бетти Бакли . Её продюсерская компания продолжает выпускать теле-, кино- и театральные постановки.

### Личная жизнь
Линн вышла замуж за актёра и певца Питера Лэнда в 1980 году.
Умерла 1 июля 2018 года в лондонской больнице от пневмонии в возрасте 92 лет.

## Основные сценические работы
- Ballet Guild (1942—1944) — Soloist
- Sadler's Wells Ballet (1944—1951) — Leading Soloist
- London Palladium (1951—1954) — Star Dancer
- Can Can (1954) — Claudine
- New Cranks (1960) — Cast
- Rose Marie (1960) — Wanda
- England Our England (1960/61) — Stager
- Puss in Boots (1962) — Queen of Catland
- Collages (1963) — Conceived/Director/Choreographer/Performer
- Round Leicester Square (1963) — Director
- The Roar of the Greasepaint—the Smell of the Crowd (1965) — Choreographer
- Pickwick (1965) — Musical Stager/Choreographer
- The Matchgirls (1966) — Director/Choreographer
- The Flying Dutchman (1966) — Choreographer
- Bluebeard (1966) — Director/Choreographer
- How Now Dow Jones (1967) — Choreographer
- The Midsummer Marriage (1968) — Choreographer
- The Trojans (1969) — Choreographer
- Phil The Fluter (1969) — Musical Stager/Choreographer
- Love on the Dole (1970) — Director/Choreographer
- Tonight at 8.30 (1970/71) — Director
- Ambassador (1971) — Musical Stager/Choreographer
- Lillywhite Lies (1971) — Director
- Liberty Ranch (1972) — Director/Choreographer
- Once Upon A Time (1972) — Director/Choreographer
- The Card (1973) — Musical Stager/Choreographer
- Hans Christian Andersen (1974) — Musical Stager/Choreographer
- The Fool on the Hill (ballet) (1975) — Choreographer
- The Comedy of Errors (1976) — Musical Stager
- A Midsummer Night's Dream (1977) — Co-Director
- As You Like It (1977) — Musical Stager
- The Way of the World (1978) — Choreographer
- My Fair Lady (1978) — Musical Stager/Choreographer
- Thuis Best (1978) — Director/Choreographer
- Parsifal (1979) — Choreographer
- Once in a Lifetime (1979) — Musical Stager/Choreographer
- Songbook (1979) — Musical Stager
- Jeeves Takes Charge (1980) — Director
- Tom Foolery (1980) — Director/Choreographer
- To Those Born Later (1981) — Director
- Cats (1981) — Associate Director/Choreographer
- La Ronde (1982) — Additional Director
- Alone Plus One (1982) — Director/Performer
- The Rehearsal (1983) — Director
- The Phantom of the Opera (1986) — Musical Stager/Choreographer
- Cabaret (1986) — Director/Choreographer
- Faust (1990) — Choreographer
- Aspects of Love (1990) — Choreographer
- Dance for Life Gala (1991) — Director/Producer
- Valentine's Day (1991) — Director/Choreographer
- Pickwick (1993) — Musical Stager/Choreographer
- That’s What Friends Are For! (1996) — Director
- Avow (1996) — Director
- What the World Needs Now (1998) — Director/Choreographer
- Gigi (1999) — Director/Choreographer
- Dick Wittington (1999) — Director/Choreographer (Sadler’s Wells)[11]
- The Secret Garden (2000) — Musical Stager/Choreographer
- Chitty Chitty Bang Bang (2002 & 2005) — Musical Stager/Choreographer

## Фильмография
- Хозяин Баллантрэ (1953) — Actress/Choreographer
- The Last Man to Hang? (1956) — Actress
- Make Mine a Million (1959) — Actress
- Wonderful Life (1963/64) — Musical Stager/Choreographer
- Every Day’s a Holiday (1965) — Musical Stager/Choreographer
- Three Hats for Lisa (1964) — Musical Stager/Choreographer
- Half a Sixpence (1967) — Musical Stager/Choreographer
- Mister Ten Per Cent (1967) — Choreographer
- 200 Motels (1971) — Musical Stager
- Mr. Love (1972) — Stager/Choreographer
- Man of La Mancha (1972) — Choreographer
- Under Milk Wood (1972) — Musical Stager/Choreographer
- The Old Curiosity Shop (1974) — Musical Stager
- Yentl (1982) — Musical Stager
- Alice in Wonderland (1985) — Choreographer
- European Vacation (1985) — Musical Stager/Choreographer
- Cats (1997) — Musical Stager/Choreographer

## Награды и номинации
Она выиграла и была номинирована на множество наград за свою работу. Была награждена Серебряным орденом «За заслуги», премией «Золотая роза Монтрё», BAFTA, премией Мольера и премией коронации королевы Елизаветы II Королевской академии танца (2001). Она получила специальную награду Olivier Awards 2013.
Линн была назначена главнокомандующим Ордена Британской империи (CBE) в 1997 году по случаю дня рождения и кавалером ордена Британской империи (DBE) в 2014 году за заслуги перед танцами и музыкальным театром.
Она была номинирована на премию « Тони» дважды за хореографию, за «Кошки» и «Призрак оперы» и за «Драматический стол» за «Кошек». Она получила премию Оливье в 1981 году за выдающееся достижение года в мюзикле для «Кошек».
В 2018 году Новый Лондонский Театр был переименован в Театр Джиллиан Линн, что сделало его первым театром в Вест-Энде Лондона, названным в честь некоролевской женщины.